# Jan Karaś
Jan Karaś (n. Cracovia, Polonia, 17 de marzo de 1959) es un exfutbolista polaco, que jugaba de mediocampista y militó en diversos clubes de Polonia, Grecia y Finlandia.

## Selección nacional
Con la Selección de fútbol de Polonia, disputó 16 partidos internacionales y anotó solamente un gol. Incluso participó con la selección polaca, en una sola Copa Mundial, que fue en la edición de México 1986. donde su selección quedó eliminado en los octavos de finsl, tras perder ante su similar de Brasil en Guadalajara.

### Participaciones en Copas del Mundo
| Mundial                        | Sede   | Resultado        |
| ------------------------------ | ------ | ---------------- |
| Copa Mundial de Fútbol de 1986 | México | Octavos de final |

## Clubes
| Club              | País      | Año         |
| ----------------- | --------- | ----------- |
| Hutnik Nowa Huta  | Polonia   | 1982 - 1983 |
| Legia Varsovia    | Polonia   | 1983 - 1989 |
| AEL Larissas      | Grecia    | 1989 - 1991 |
| Vaasan Palloseura | Finlandia | 1991 - 1992 |
| Polonia Varsovia  | Polonia   | 1992 - 1994 |
| Dolcan Zabki      | Polonia   | 1994 - 1997 |